# Briefe über die Empfindungen
Die Briefe über die Empfindungen bilden die zweite Veröffentlichung des deutsch-jüdischen Philosophen Moses Mendelssohn. Mendelssohn widmete sich mit dieser Schrift erstmals dem Themengebiet der Ästhetik und entwickelt darin eine Theorie des Vergnügens, bzw. der angenehmen Empfindung.
Das ästhetische Empfinden wird bei Mendelssohn zu einem Erkenntnisvermögen aufgewertet. Wesentlich neu war die Forderung nach einer eigenen Sittlichkeit für die „Schaubühne“, wie der damalige Begriff für das Theater lautete. Die Gedanken Mendelssohn führten damit hin zu einer Trennung zwischen Ethik und Ästhetik, wie sie in der Folgezeit endgültig von Kant vollzogen wurde.
Im zweiten Teil der Schrift wird auf dieser Grundlage u. a. das Problem des Selbstmordes erörtert. Mendelssohn versuchte daran zu zeigen, dass die moralische und die ästhetische Wertung eines Gegenstandes ganz unterschiedlich ausfallen muss. So weist Mendelssohn jede moralische Rechtfertigung des Selbstmordes zurück. Seine Darstellung in ästhetischen Zusammenhängen sei aber gerechtfertigt. Denn die Schaubühne habe ihre eigene Sittlichkeit. Zweck des Trauerspiels sei es, Leidenschaften zu erregen. Zur theatralischen Inszenierung sei der Selbstmord deshalb gut geeignet. Die Heftigkeit der Leidenschaft, die den Selbstmörder antreibe, erwecke im Zuschauer Mitleid ohne aber die Unzulässigkeit einer solchen Tat in Abrede zu stellen.